# Hieron II av Syrakusa

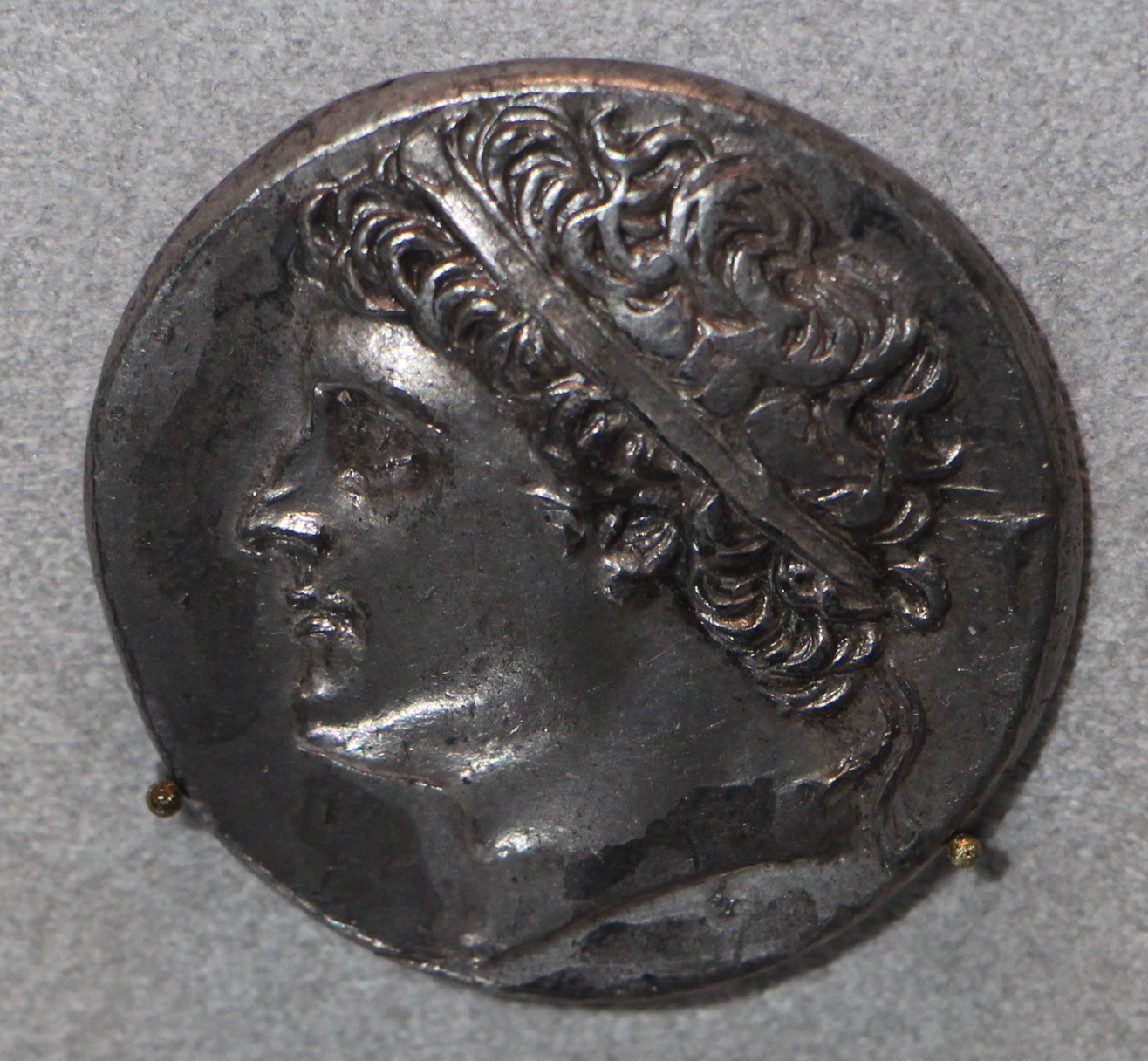
Mynt som avbildar Hieron II av Syrakusa.

Hieron II av Syrakusa (grekiska: Ἱέρων), född omkring 306 f.Kr., död 215 f.Kr., var en grekisk tyrann och kung av Sicilien.
Hierion II deltog i pyrriska kriget 278 f.Kr., anslöt sig senare till kartagerna mot romarna men övergick till slut till romarnas sida.